# Robert Frazer

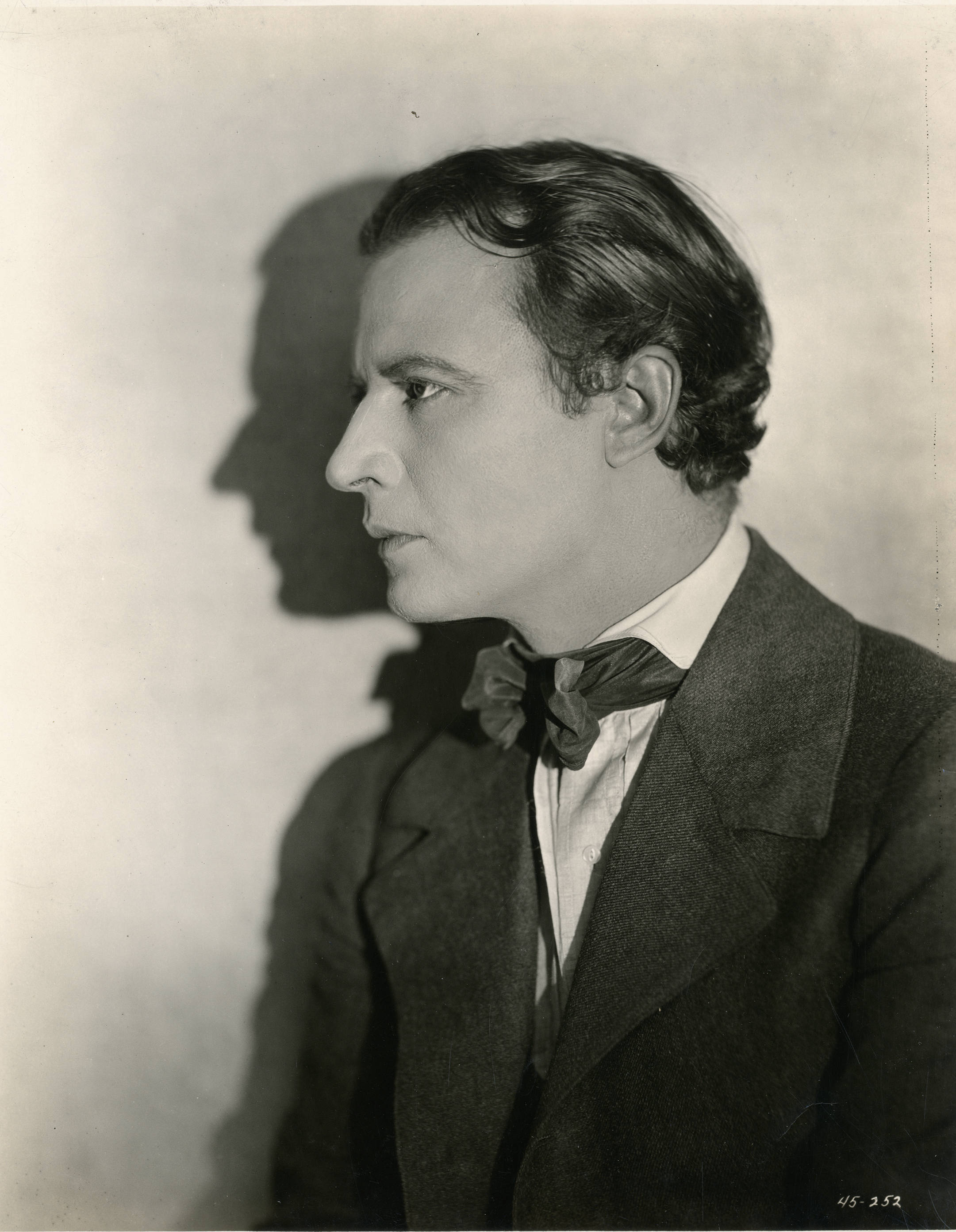
Robert Frazer (1925)

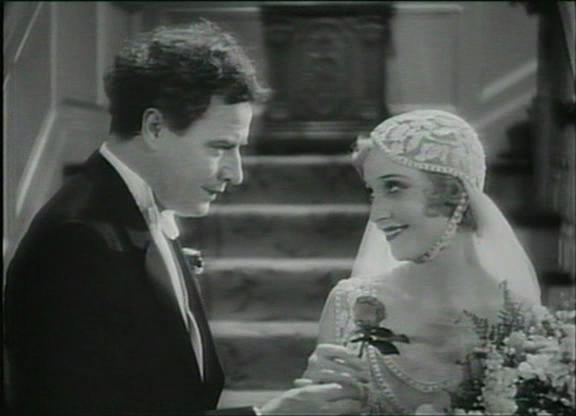
Robert Frazer und Madge Bellamy in White Zombie von Victor Halperin (1932)

Robert Frazer (* 29. Juni 1891 in Worcester, Massachusetts als Robert William Browne; † 17. August 1944 in Los Angeles, Kalifornien) war ein US-amerikanischer Schauspieler.
Robert Frazer war zwischen seinen ersten Filmauftritten 1912 und seinen letzten Filmen 1944 ein vielbeschäftigter Filmschauspieler und wirkte in insgesamt mehr als 220 Filmen mit. In die Filmgeschichte schrieb sich Frazer gleich mit einem seiner ersten Filmauftritte im Jahre 1912, als er der erste Schauspieler wurde, der die Figur des Robin Hood in einem Film verkörperte. Bis zum Ende der Stummfilmzeit gehörte Frazer zur Garde der Hauptdarsteller in Hollywood. Er schaffte Ende der 1920er Jahre den Übergang zum Tonfilm, war nun aber hauptsächlich nur noch in Nebenrollen zu sehen. Einen größeren Auftritt hatte er 1932 in The White Zombie, der oft als der erste Zombie-Horrorfilm gilt. Frazer arbeitete bis in sein Todesjahr als Schauspieler, insgesamt umfasst sein filmisches Schaffen mindestens 230 Filme.
Seit 1913 war er mit der Schauspielerin Mildred Bright verheiratet. 1944 verstarb er an Leukämie.

## Filmografie (Auswahl)
- 1912: The Holy City
- 1912: Robin Hood
- 1913: Rob Roy
- 1914: Duty
- 1915: The Lone Star Rush
- 1916: The Dawn of Love
- 1924: Cleo, das Mädchen der Straße (Men)
- 1925: Mariposa, die Tänzerin (The Charmer)
- 1925: The Charmer
- 1926: Der Schrecken der Steinwüste (Desert Gold)
- 1928: Out of the Ruins
- 1932: The White Zombie
- 1933: The Vampire Bat
- 1933: Die drei Musketiere (The Three Musketeers)
- 1934: Men in White
- 1934: Sie töten für Gold (The Trail Beyond)
- 1935: Tom Mix, der Wunderreiter (The Miracle Rider)
- 1935: Der elektrische Stuhl (The Murder Man)
- 1935: The Fighting Marines
- 1935: Niemals zu spät (Never Too Late)
- 1936: Der Garten Allahs (The Garden of Allah)
- 1937: The Toast of New York
- 1939: Juarez
- 1939: Der grosse Sohn von Rintintin (Law of the Wolf)
- 1940: Music in My Heart
- 1941: The Devil Pays Off
- 1942: The Black Dragons
- 1943: Seeing Hands
- 1943: Der Sheriff von Kansas (The Kansan)
- 1944: Captain America
- 1944: Law Men